# Самодуров, Юрий Вадимович
Юрий Вадимович Самоду́ров (Род. 27 сентября 1951, Москва) — российский гражданский активист, публицист и общественный деятель, кандидат геолого-минералогических наук (1985).
Организовал первую инициативную группу «За увековечение памяти жертв политических репрессий» (впоследствии «Мемориал»), выдвинул первую её программу — добиться от Верховного Совета СССР решения признать необходимым увековечить память жертв политических репрессий в СССР и поручить обществу «Мемориал» (по его просьбе) под руководством избранного гражданами Общественного совета создать посвящённый жертвам политических репрессий национального значения музей, архив (с именами всех жертв политических репрессий), библиотеку и памятник, бывший директор-организатор Музея и общественного центра имени А. Д. Сахарова (1996—2008).

## Биография
Родился 27 сентября 1951 года в городе Москва.
Учился в Московском государственном геологоразведочном институте имени С. Орджоникидзе (МГРИ).
20 августа 1987 года на 1-й информационной встрече-диалоге «Общественные инициативы в перестройке» Ю. А. Самодуров выступил с проектом «Задачи, программа и устав работы Оргкомитета по реализации народного проекта "Памятник"». Проект предполагал открытий в Москве «Мемориала – памятника жертвам нарушений социалистической законности, репрессированным в 1918 – 1953 годах». Предполагалось, что мемориал будет включать памятник жертвам репрессий и крипторий (хранилище списков реабилитированных лиц с текстами их реабилитационных приговоров). Исследователи подчеркивают, что из этого проекта выросло общество «Мемориал».
В 1987 году, совместно с Д. И. Белаковским, организовал продолжавшуюся с 25 августа около 30 дней «Вахту социальной защиты Минералогического музея имени академика В. И. Вернадского и Геологического музея имени академиков Павловых» МГРИ, участники которой ежедневно выходили на проспект Маркса к зданию института с плакатами и ежедневно отправляли в МГК КПСС и Совет министров СССР подписи граждан под обращением с требованием оставить геолого-палеонтологический музей имени геологов-академиков Павловых и минералогический музей имени академика В. И. Вернадского в этом специально построенном для них здании. В результате общественной кампании, развёрнутой участниками Вахты, в которой приняли участие многие выпускники МГРИ и геологи из многих геологических учреждений СССР, а также заведующий кафедрой минералогии МГРИ Д. А. Минеев и некоторые члены АН СССР, важную роль сыграли, в частности, А. Л. Яншин, В. В. Меннер, В. В. Белоусов, а также при поддержке прессы (12 позитивных публикаций в центральных газетах) и руководителя программы «Прожектор перестройки» Светланы Бестужевой решение Совета министров СССР о передаче здания МГРИ на проспекте Маркса ВНИИ Внешнеэкономических связей выпущенное в связи с переездом всех учебных кафедр и музеев МГРИ в новый корпус было отменено и позже на базе упомянутых музеев решением правительства в здании на проспекте Маркса был создан Государственный геологический музей имени В. И. Вернадского (ГГМ).
С 13 января по 18 июня 1993 года исполнял обязанности директора Государственного геологического музея имени В. И. Вернадского, был назначен на эту должность Отделением геолого-географических наук АН СССР. Вступив в должность и. о. директора ГГМ, предложил в своём первом установочном докладе сотрудникам музея и приглашённым на заседание специалистам других областей знания, художникам, журналистам идею и концепцию создания на базе коллекций ГГМ Музея Ноосферы имени В. И. Вернадского и будущую структуру его экспозиции и направлений деятельности, которая включала бы показ в экспозиции Музея Ноосферы исследовательского, утилитарного, эстетического, этического, правового, религиозного отношений к природе каждого человека и человечества в целом. Учёт всех этих отношений и их синтез и является, по мысли Самодурова, реализацией ноосферного отношения людей и человечества к природе. Эта концепция впоследствии была опубликована Самодуровым в статье «Государственный геологический Музей имени В. И. Вернадского: Каким ему быть?» в журнале «Известия ВУЗов» (серия «Геология и разведка», 1994, № 3, С. 121—124). Поскольку отделение геолого-географических наук АН СССР в течение полугода не рассмотрело и не высказало своего отношения к предложенной концепции создания Музея Ноосферы, а коллектив ГГМ эту концепцию не принял, Самодуров подал президенту АН СССР Осипову заявление о своей отставке и был освобождён от исполнения обязанностей и. о. директора ГГМ.
С 1991 года по август 2008 года являлся исполнительным директором Фонда Сахарова.
В мае 1990—1991 годах был ответственным секретарем Оргкомитета I Международного конгресса памяти Андрея Сахарова «Мир, прогресс, права человека» и предложил одобренную Е. Г. Боннэр концепцию работы Конгресса — предварительную подготовку на рабочих и оглашение на пленарных заседаниях авторитетными в обществе и научных кругах специалистами не участвующими в партийной и политической борьбе за власть предложений и рекомендаций, на которые мы рассчитывали получить ответы от государственных ведомств, по проблемам избранным Еленой Боннэр: «Переход от тоталитаризма к демократии» и «Чернобыльская катастрофа и прошлое, настоящее и будущее атомной энергетики». Идея состояла в создании «дополнительной» к политической партиям авторитетной общественной институции, не участвующей в борьбе за власть, и в том, чтобы представители властей разного уровня — страны, регионов, городов, сёл взяли на себя добровольное обязательство публично отвечать на публичные предложения и замечания пользующихся доверием местных сообществ лиц (примером лиц, пользовавшихся тогда общественным доверием во всей стране были, в частности, Андрей Сахаров, Дмитрий Лихачёв и ряд других личностей).
С 1995 по август 2008 года — директор-организатор некоммерческого учреждения культуры «Музей и общественный центр „Мир, прогресс, права человека“ имени Андрея Сахарова». Предложил принятую Еленой Боннэр концепцию структуры экспозиции и направлений деятельности Музея и общественного центра имени Андрея Сахарова: «Тоталитарное прошлое», «Современные проблемы России», «Личность и деятельность академика Андрея Сахарова»..
В 1999 году предложил идею создания «Музея СССР» и затем в 1999 году и последующем организовал в Музее и общественном центре имени Андрея Сахарова три выставки-лаборатории «Идея Музея СССР» (куратором двух первых был Ю. С. Злотников и третьей — А. П. Ермолаев). Идея вызвала большой интерес, но её развития и реализации Самодуров обеспечить не смог.
В январе 2003 году  стал соорганизатором выставки "Осторожно, религия!",  прошедшей в Музее и общественном центре имени Андрея Сахарова где в числе экспонатов демонстрировались произведения современного искусства. В этих произведениях, по оценке агентства REGNUM, "полемически обыгрывалась профанация религиозных символов". По факту проведения выставки было возбуждено уголовное дело.
В 2004 году в Таганском суде Москвы по этому делу прошли слушания. Прокурор требовал для Самодурова трёх лет лишения свободы. В марте 2005 года федеральный судья Владимир Прощенко вынес приговор, признав Самодурова виновным в разжигании религиозной вражды и приговорив его к штрафу в сто тысяч рублей. За проведение в Музее и общественном центре имени Андрея Сахарова в 2007 году выставки «Запретное искусство-2006» (куратор Андрей Ерофеев) в 2010 году снова был приговорён Таганским судом к штрафу в сто пятьдесят тысяч рублей (прокурор снова требовал для Самодурова трёх лет лишения свободы).
В августе 2008 года ушёл в отставку с поста директора Музея и центра имени Андрея Сахарова по собственному желанию.
С 23 апреля 2009 по 23 ноября 2011 работал в Государственном центре современного искусства, где был руководителем программы «Современное искусство в открытом обществе», задачей и идеей которой являлась организация и показ выставок современного искусства за пределами музеев и галерей — в школах, парках, военных училищах, библиотеках, а также в провинции в маленьких городах и сёлах. Совместно с Мариной Звягинцевой был куратором очень большой и удачной выставки «Спальный район: Открытый урок» в школе Ямбурга, совместно с Андреем Митеневым предложил и осуществил в Москве в «Ночь музеев» в 2011 году проект «Кочевой музей современного искусства» — около 40 художников-участников проекта прошли со своими экспонатами на ручных тележках по московским бульварам в сопровождении более тысячи зрителей..
С конца 1990-х годов выдвигал идею перехода от господствовавшей в СССР коммунистической идеи ликвидации рыночной системы и социального неравенства к системе поддержки справедливых и минимизации несправедливых (с точки зрения взаимодействующих социальных групп) социальных и экономических неравенств в условиях рыночной экономики. Создание политических, законодательно-правовых, экономических и гражданских механизмов, поддерживающих справедливые и минимизирующих несправедливые социальные неравенства в обществе в условиях рынка, Самодуров считает главной и постоянной задачей и целью для политиков-демократов, отличающей их от либералов и коммунистов. Итоговая статья Самодурова на данную тему «„Кощеево яйцо“ российской политики».
С января 2012 года по июнь 2018 опубликовал ряд заметок и статей на сайтах «Эхо Москвы», «Каспаров.ру», «Грани.ру», «Радио Свобода», «Вестник Civitas» и других.
В марте 2014 года подписал обращение против политики российской власти в Крыму.

## Семья
С декабря 1978 года женат на Антонине Ивановне Михайловой, с которой учился в МГРИ.

## Членство в организациях
- Солидарность (движение)